# Black Stone
Black Stone è un singolo del cantante rock giapponese Gackt pubblicato il 27 aprile 2005.

## Tracce
1. Black Stone – 3:23
2. Ash – 4:40
3. Black Stone (Instrumental) – 3:22
4. Ash (Instrumental) – 4:40